# Erbéviller-sur-Amezule
Erbéviller-sur-Amezule è un comune francese di 90 abitanti situato nel dipartimento della Meurthe e Mosella nella regione del Grand Est.

## Storia

### Simboli
Lo stemma del comune è stato  adottato nel 1986.
Ad Erbéviller, comune dedito all'agricoltura, si trovano i resti di un castello detto "dei Saraceni", da cui l'erpice saraceno che ha la forma di una A per simbolizzare il fiume Amezule. Questo corso d'acqua è rappresentato anche dalla fascia ondata azzurra.

## Monumenti e luoghi d'interesse

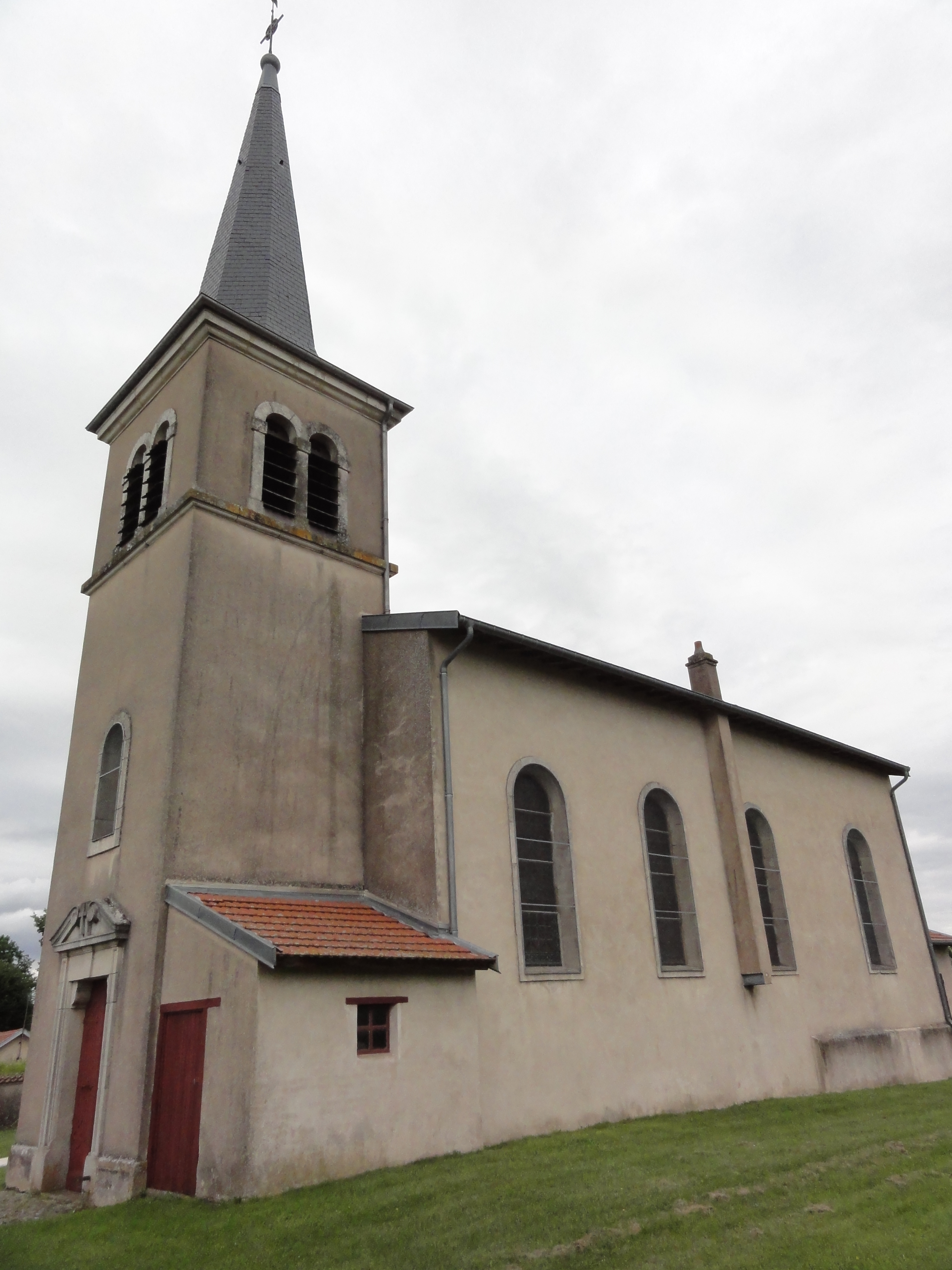
Chiesa di Saint-Germain

- Chiesa di Saint-Germain. A causa dei bombardamenti tedeschi durante la prima guerra mondiale, il villaggio di Erbéviller-sur-Amezule fu in gran parte distrutto e con esso la sua chiesa che fu ricostruita dopo l'armistizio del 1918.[3]

## Società

### Evoluzione demografica
Abitanti censiti